# Mme Mills, une voisine si parfaite
Pour les articles homonymes, voir Mills.
Pour plus de détails, voir Fiche technique et Distribution.
Mme Mills, une voisine si parfaite est une comédie française réalisée par Sophie Marceau, sortie en 2018.
Une femme travaillant dans l'édition voit sa vie transformée par une nouvelle voisine.

## Synopsis
La solitaire Hélène est éditrice, sa vie est rythmée par son travail.
Son quotidien est bouleversé par l'arrivée de sa nouvelle voisine, madame Mills, une vieille américaine excentrique. En réalité cette voisine est un homme, plus précisément un escroc professionnel qui tente d'arnaquer Hélène pour lui voler un objet de grande valeur.
Toutefois Hélène, bien que tombée sous le charme de cette étrange femme, découvre son secret.

## Fiche technique
- Titre : Mme Mills, une voisine si parfaite
- Réalisation et scénario : Sophie Marceau
- Production : Pascal Bonnet et Jean Cottin pour Les Films du Cap
- Photographie : Myriam Vinocour
- Musique : Laurent Perez del Mar
- Direction artistique : Nadine Petit Clerc
- Décors : Stéphane Rozenbaum
- Production : Jean Cottin
- Société de production : Les Films du Cap
- SOFICA : Palatine Etoile 15
- Pays d'origine :  France
- Langues originales : français, anglais et chinois
- Genre : comédie
- Durée : 88 minutes
- Dates de sortie :
  - France : 7 mars 2018
  - Belgique : 7 mars 2018

## Distribution
- Sophie Marceau : Hélène Mercier
- Pierre Richard : Albert Dupont, alias Mme Scarlett Mills / Monsieur Rosenberg / Léonard Chomsky
- Nicolas Vaude : Édouard
- Bastien Ughetto : Charles
- Léna Bréban : Mathilde
- Dong Fu Lin : Ming Pei
- Gaël Zaks : Stephen Boyd
- Stéphane Bissot : la gardienne
- Daniel Goldenberg : le bibliothécaire
- dans leur propre rôle :
  - Stéphane Bern
  - Patrice Carmouze
  - Régis Mailhot
  - Nikos Aliagas (voix seulement)
  - Augustin Trapenard (voix seulement)
  - Camille Combal (voix seulement)